# Joachim Brendel
Pour les articles homonymes, voir Brendel.
Joachim Brendel, né le 27 avril 1921 à Ulrichshalben et mort le 7 juillet 1974 à Cologne, est un militaire allemand, as du Jagdgeschwader 51 de la Luftwaffe pendant la Seconde Guerre mondiale, connu pour ses 189 victoires revendiquées, toutes sur le Front de l'Est.

## Biographie
Joachim Brendel entre dans la Luftwaffe en 1938 après ses études. Devenu pilote de chasse, il est désigné pour servir à la JG 51 "Mölders" en 1941. Cette escadre a alors déjà brillé au-dessus du ciel de France et d'Angleterre une année auparavant et se voit alors bientôt transférée sur le front Est pour l'opération Barbarossa. Le Leutnant Brendel vole dans la 2./JG 51.
Si certains pilotes conservent leurs rôles de chasseurs, d'autres sont en revanche cantonnés dans des missions de support aux troupes terrestres, parmi eux Brendel. Jusqu'à la fin de 1941 et durant toute l'année 1942, il effectue de nombreuses missions d'attaque au sol, ce qui limite les possibilités de victoires aériennes. Brendel remporte néanmoins un premier succès aérien le 29 juin 1941 lors de sa quatrième sortie, un second le 31 mars 1942 après 116 missions seulement. Il en possède dix au total au 12 décembre 1942.
C'est à partir de 1943 que Brendel va augmenter son score à l'instar des autres grands as de la Luftwaffe, quand il commence à effectuer des missions de chasse libre. L'ennemi russe est cependant plus vigoureux et mieux préparé que lors des deux années précédentes mais Brendel va escamoter tout ça. Le 24 février, il en est à 20 victoires, 30 au 5 mai. À partir de ce mois, il est Staffelkapitän de la 1./JG 51. Oberleutnant le 1er juillet, Brendel descend le 9 de ce mois son 50e adversaire et le 22 novembre, il remporte son 100e succès à sa 551e mission et reçoit la croix de chevalier. À cette date, il est déjà devenu un grand expert de la chasse aux avions d'assaut Il-2 ce qui lui vaut le respect de ses coéquipiers de même que celui de l'infanterie de la Wehrmacht, première cible de ce type d'avions.
Le 1er avril 1944, il devient Hauptmann et prend le 2 juillet 1944 le commandement du III./JG 51. Le 16 octobre, Brendel remporte sa 150e victoire. Après 156 victoires aériennes, il reçoit les feuilles de chêne le 14 janvier 1945. À la fin de la guerre, il avait réalisé 950 vols à l'ennemi dont 162 attaques au sol. Il totalise 189 victoires aériennes sur le front russe, parmi lequel 88 Il-2 et 25 Yak-9.
Joachim Brendel est décédé en RFA (ancienne Allemagne de l'ouest) le 7 juillet 1974 à 52 ans.

## Décorations
- Croix de fer (1939)
  - 2e classe (3 juillet 1941)[1]
  - 1re classe (21 avril 1942)[1]
- Ehrenpokal der Luftwaffe (15 mars 1943)[1]
- Croix allemande en or le 17 mai 1943 en tant que Leutnant dans la 2./JG 51[2]
- Croix de chevalier de la croix de fer avec feuilles de chêne
  - Croix de chevalier le 22 novembre 1943 en tant que Oberleutnant et Staffelkapitän de la 1./JG 51 "Mölders"[3],[4]
  - 697e feuilles de chêne le 14 janvier 1945 en tant que Hauptmann et Gruppenkommandeur de la III./JG 51 "Mölders"[3],[5]

## Normandie-Niémen
Joachim Brendel est cité comme ayant refusé de remettre à la Gestapo le pilote français de Normandie-Niémen Pierre Bleton. Abattu et blessé le 20 janvier 1945 aux environs de Königsberg, ce dernier est fait prisonnier et soigné par les soldats de la JG 51 "Mölders" et soustrait à la Gestapo sur ordre de Joachim Brendel.

## Sources